# 1899년 인도 대기근

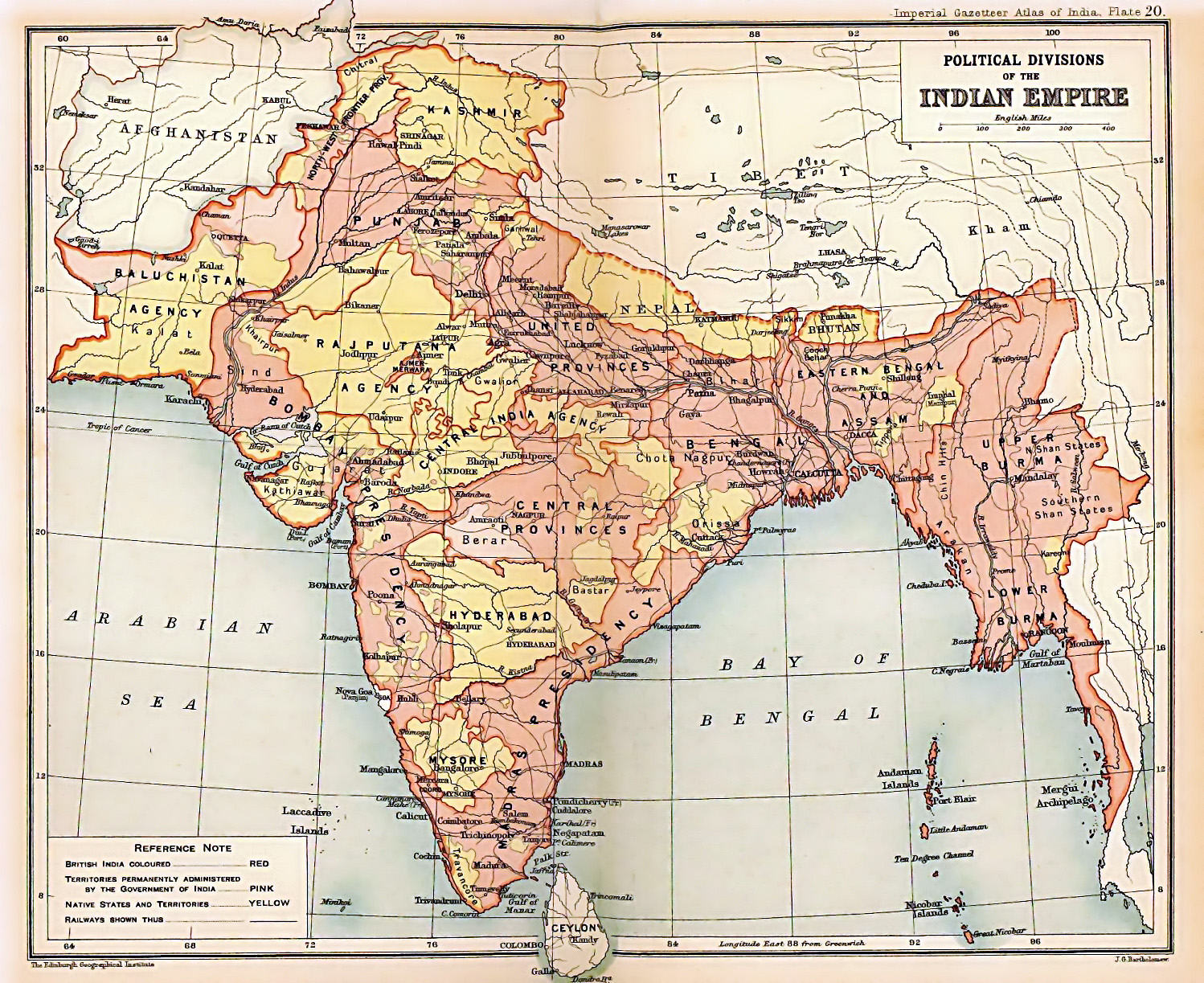
영국령 인도 제국 지도 (1909년), 각 속주와 토착 번왕국을 보여준다. 중앙주와 베라르, 봄베이 관구, 아지메르-메르와라, 펀자브의 히사르 지구는 1899-1900년 기근으로 특히 큰 타격을 입었다.

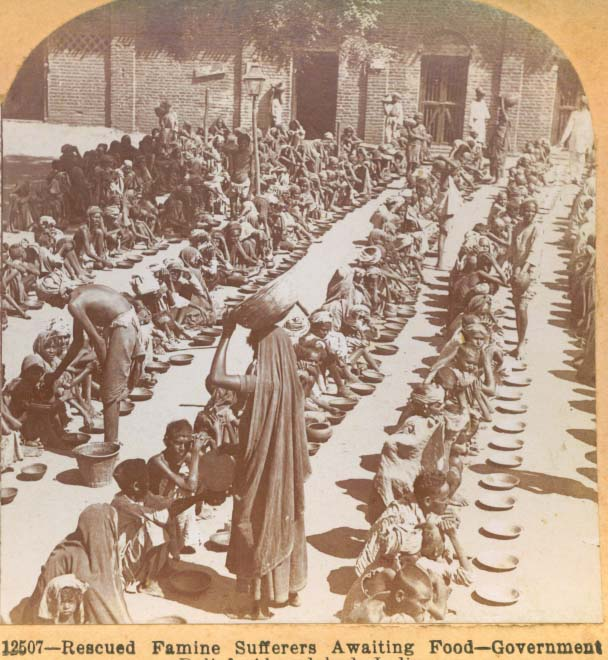
정부 기근 구호, c. 1901년, 아마다바드

1899-1900년 인도 기근은 1899년 서인도와 중앙인도에 걸쳐 여름 계절풍이 실패하면서 시작되었고, 다음 해에는 476,000 제곱마일 (1,230,000 km2)의 면적과 5,950만 명의 인구에 영향을 미쳤다. 기근은 중앙주와 베라르, 봄베이 관구, 소규모 속주인 아지메르-메르와라, 펀자브의 히사르 지구에서 심각했으며, 라지푸타나 에이전시, 중앙 인도 에이전시, 하이데라바드국, 카티아와르 에이전시의 인도 번왕국에서도 큰 고통을 야기했다. 또한 벵골 관구, 마드라스 관구, 북서부주의 작은 지역들도 기근으로 심각한 피해를 입었다.
많은 지역의 인구는 1896-1897년 기근에서 겨우 회복한 상태였다. 그 기근과 마찬가지로, 이번 기근도 가뭄이 선행되었다. 인도 기상청은 1900년 보고서에서 "인도의 평균 강우량은 45 인치 (1,100 mm)이다. 이전의 어떤 기근 해에도 5 인치 (130 mm)보다 더 큰 결함이 없었다. 그러나 1899년에는 결함이 11인치를 초과했다"고 밝혔다. 인도 나머지 지역에서도 대규모 작물 실패가 있었고, 그 결과 지역 간 무역으로 식량 가격을 안정시킬 수 없었다.
그 결과 사망률은 높았다. 봄베이 관구에서는 462,000명이 사망했고, 데칸고원에서는 사망자 수가 166,000명으로 추정되었다. 봄베이 관구에서는 1899-1900년 기근이 1876-77년과 1918-19년 사이의 모든 기근 및 식량 부족 사태 중에서 가장 높은 사망률(1000명당 37.9명)을 기록했다. 인도 제국 통계집의 1908년 추정치에 따르면, 영국령 지구에서만 약 100만 명이 아사 또는 동반 질병으로 사망했으며, 또한 심각한 먹이 부족으로 수백만 마리의 가축도 폐사했다. 다른 추정치는 100만에서 450만명까지 다양하다.

## 원인
1896-1897년 기근 동안 극심한 고통을 겪었던 중앙주와 베라르 지역에서는 1898년이 농업적으로 유리했으며, 1899년 상반기도 마찬가지였다. 그러나 1899년 여름 몬순이 실패한 후, 곧이어 두 번째 재앙이 시작되었다. 물가가 급등하고 가을 카리프 작물은 완전히 실패했다. 이전 기근 구호 노력에 대한 대중의 비판 후, 이번에는 개선된 구호 노력이 조직되었다. 1900년 7월까지, 이 지방 인구의 5분의 1이 어떤 형태든 기근 구호를 받고 있었다. 1900년 여름 몬순은 적당히 풍부한 강우량을 가져왔고, 가을까지 농업 작업이 시작되었다. 그 결과 대부분의 기근 구호 사업은 1900년 12월까지 폐쇄되었다. 전반적으로 1899-1900년 기근은 2년 전의 기근보다 이 지역에서 덜 심각했다. 봄베이 관구에서는 반대의 경우였다. 1,200만 명의 인구에 영향을 미친 1899-1900년 기근은 특히 카티아와르 에이전시에서 더 심각했다. 봄베이 관구의 기근 회복 또한 매우 느렸다.

## 전염병
1896년과 1899년 모두 엘니뇨 해였는데, 이 시기에는 몬순 강수량이 평균보다 훨씬 적었다. 엘니뇨 다음 해, 즉 니뇨+1년은 역사적으로 평균보다 높은 강수량뿐만 아니라 말라리아 전염병 발생 확률이 훨씬 높은 것으로 인식되었다. 예를 들어, 영국령 인도의 펀자브주에서는 1867년부터 1943년까지 77년 중 21년이 엘니뇨 해였고, 그 중 11개의 니뇨+1년에 말라리아 전염병이 발생했다. 대조적으로 나머지 56개의 비엘니뇨 해에는 6개의 말라리아 전염병만 발생했다. "열병은 기근의 해를 따른다"는 말은 로널드 로스 경이 캘커타의 총독부 병원에서 일하며 1898년에 말라리아 기생충인 열대열원충이 모기에 의해 전파된다는 것을 보여주기 훨씬 전부터 펀자브에서 널리 퍼진 속담이었다. 또한 R. 크리스토퍼스는 1911년에 몬순이 풍부했지만 기근이 선행되지 않은 해는 전염병의 해가 될 가능성이 낮다고 언급했다. 이러한 관찰은 일부 학자들에게 기근 후 해에 말라리아 사망률이 증가하는 것이 영양실조로 인한 말라리아에 대한 저항력 저하의 결과라는 이론을 제시하게 했다. 그러나 현재는 건조한 기근 해가 고인 물에서 번성하는 모기, 그리고 결과적으로 열대열원충에 대한 인간 노출을 감소시켰고, 감소된 노출은 인구의 면역력을 낮춰 이후의 노출이 더욱 치명적이게 만들었다고 생각된다.
1900년, 니뇨+1년에 펀자브, 중앙주 및 베라르, 봄베이 관구에서 말라리아 전염병이 발생하여 파괴적인 결과를 초래했다. 중앙주 및 베라르에서는 사망률이 처음에는 상당히 낮았다. 1899-1900년 중앙주 기근 보고서는 "기근 초기 4개월(1899년 9월~12월)의 극심한 건강 상태"를 언급했다. 낮은 사망률은 1899년에 말라리아가 없었음을 나타냈지만, 1900년 여름까지 콜레라 전염병이 시작되었고, 곧 1900년 몬순 비가 말라리아 전염병을 가져왔다. 결과적으로 사망률은 기근이 시작된 지 꼬박 1년 후인 1900년 8월과 9월 사이에 최고조에 달했다. 봄베이 관구에서는 1900년 몬순 전 콜레라에 이어 몬순 후 말라리아가 발생하는 동일한 패턴이 반복되었다. 1899-1902년 봄베이 관구 기근 보고서는 이 전염병을 "전례 없는" 것으로 선언하며, "모든 계층을 공격했으며 구호 사업에 참여했던 사람들에게만 국한되지 않았다"고 언급했다.
펀자브 지역의 일부, 특히 바가르 지역도 영향을 받았다.

## 고리대금

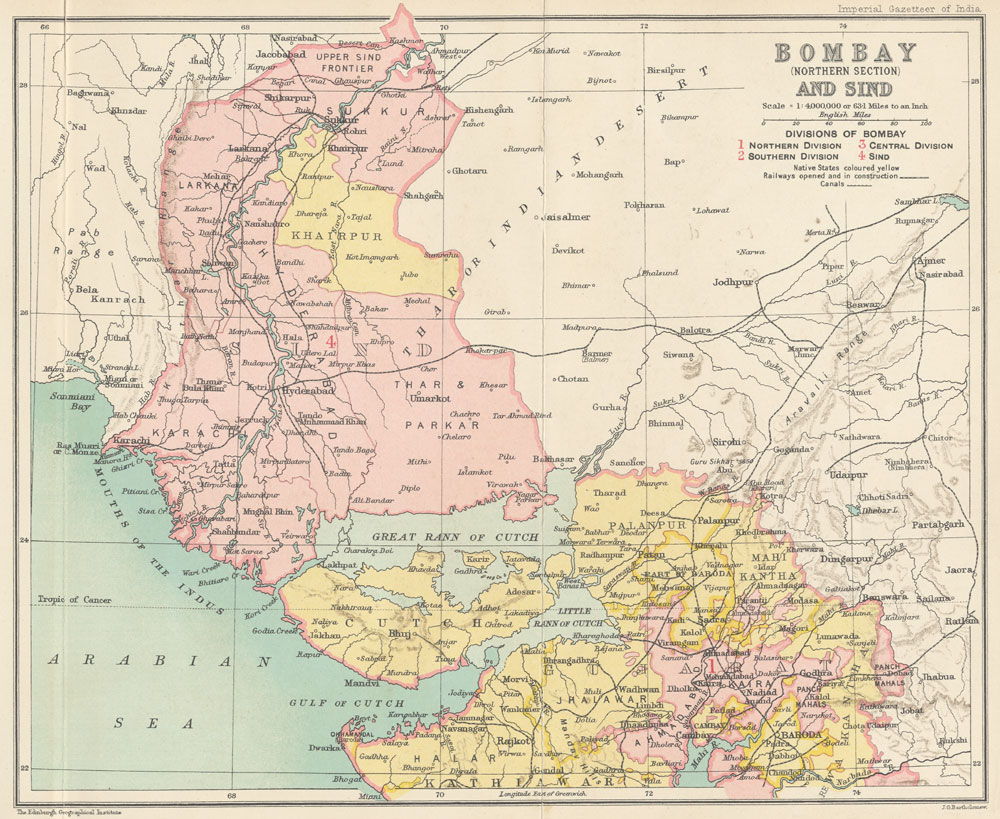
봄베이 관구 북부 지도. 카이라, 판치마할스 지구, 바로드 인도 번왕국 (오른쪽 아래)이 표시되어 있다. 조드푸르국 인도 번왕국은 오른쪽 위에 표시되어 있다.

영국은 19세기 초 수십 년 동안 서인도에 대한 통제권을 확립했다. 이는 확장된 봄베이 관구뿐만 아니라 북쪽의 영국 전초기지인 아지메르-메르와라에 대한 직접적인 통치로 구성되었다. 19세기 중반은 이러한 지역에서 새로운 토지 수입 및 토지 권리 시스템의 시행뿐만 아니라 새로운 민법의 제정을 목격했다. 새로운 토지 권리 시스템 하에서, 농민들은 제때에 토지 수입(또는 토지세)을 지불하지 못하면 토지를 박탈당할 수 있었다. 그러나 영국은 농민들에게 신용을 공급하기 위해 지역 바니아 고리대금업자, 즉 사후카르스에 계속 의존했다. 그러나 새로운 민법 시스템의 도입은 농민들이 사후카르스에 의해 착취될 수 있음을 의미했으며, 사후카르스는 종종 새로운 민사 법원을 통해 채무 불이행으로 농민의 토지에 대한 소유권을 획득할 수 있었다.
19세기 중반은 또한 애덤 스미스와 데이비드 리카도의 경제 이론이 지배적이었던 시기였으며, 자유방임주의 원칙이 많은 식민지 행정관들에 의해 지지되었다. 따라서 영국은 시장에 개입하는 것을 거부했다. 이는 바니아 사후카르스들이 부족 시기에 사재기를 하여 식량 가격을 폭등시키고, 그 후에 폭리를 취할 수 있음을 의미했다. 이 모든 일은 1899-1900년 기근 동안 서인도에서 발생했다.
현재 구자라트주의 카이라 지구에서는 많은 농민들이 얼마 안 되는 대출에 대한 담보로 자신의 땅을 사후카르스에게 넘겨줄 수밖에 없었다. 이 대출은 그들에게 큰 도움이 되지 않았을 뿐만 아니라, 나중에 엄청난 이자 때문에 갚을 수 없게 되었다. 사후카르스들은 기근 이후 몇 년 동안 이 대출금을 몰수했다. 예를 들어 바로드 인도 번왕국에서는 1890년대 10년간 연평균 13,000건이던 토지 이전 기록이 1902-1903년에는 65,000건 이상으로 급증했다.
사후카르스들은 가격을 올리기 위해 영국 통치와 함께 도입된 더 빠른 운송 수단을 이용하여 부족 지역 밖으로 곡물을 수출할 수도 있었다. 여기서도 식민지 행정관들은 비록 그들 스스로도 이러한 관행을 자주 반대했지만 개입을 거부했다. 이러한 일은 예를 들어 1900년에 가장 심각한 기근 피해 지역 중 하나였던 판치마할스에서 발생했는데, 이곳에는 1890년대에 철도가 건설되었다. 영국인 부 행정관은 자신의 보고서에 이렇게 기록했다. "상인들은 기근 초기에 잉여 곡물 재고를 수출하여 큰 이익을 얻었고, 나중에는 칸푸르와 봄베이에서 옥수수를 수입하고 캘커타와 랑군에서 쌀을 수입하여 이익을 얻었다." 그는 사후카르스들이 이러한 횡재로 새로운 집을 짓고 있다고 계속 기록했다. 그러나 노골적인 폭리는 빌인 부족민들에 의한 판치마할스 곡물 폭동으로 이어졌고, 곡물 폭동은 기근 시기에 다른 영국령 지역의 특징이 되었다. 이는 당국이 종종 개입했던 인도 번왕국과 현저히 대조되었다. 예를 들어, 라지푸타나의 기근 피해 지역인 조드푸르국에서는 1899년 8월, 주 공무원들이 원가로 곡물을 판매하는 상점을 차려 바니아 상인들이 결국 가격을 인하하도록 강제했다.

## 경제적 변화
1899-1900년 인도 기근은 인도 전역에서 발생한 마지막 기근이었다. (1943년 전시 1943년 벵골 기근은 주로 벵골과 일부 인접 지역에 국한되었다.) 이 기근은 19세기 인도의 압도적인 생계농업 경제와 20세기 다양화된 경제 사이의 분수령이 되었는데, 20세기 경제는 다른 형태의 고용을 제공하여 부족 시기에 농업 혼란(그리고 결과적으로 사망률)을 줄였다.
1860년에서 1920년 사이에 인도 철도가 건설되고, 다른 시장에서 더 큰 이익을 얻을 기회가 생기면서 농부들은 부족 시기에 활용할 수 있는 자산을 축적할 수 있었다. 20세기 초까지 봄베이 관구의 많은 농부들은 자신들의 작물 일부를 수출용으로 재배하고 있었다. 식량 작물과 현금작물인 밀은 이 시기에 생산과 수출이 증가했다. 또한 목화와 유지종자도 수출되었다. 철도는 또한 예상되는 부족이 식량 가격을 끌어올리기 시작할 때마다 식량을 들여왔다.
경제에는 다른 변화도 있었다. 20세기 첫 20년 동안 봄베이 관구에서 민간 및 공공 부문 모두에서 건설 붐이 일면서 미숙련 노동에 대한 수요가 생겨났다. 더 많은 노동 집약적 작물의 재배와 관구 내 경작지 확대로 인해 농업 노동에 대한 수요도 증가했다. 예를 들어, 1900년 이후 실제 농업 임금은 급격히 증가했다. 이 모든 것이 농부들에게 기근에 대한 더 큰 보험을 제공했다. 가뭄 시기에는 이제 계절성 비농업 고용을 찾을 수 있었다. 또는 가뭄이 없는 지역으로 일시적으로 이동하여 농업 임금 노동자로 일할 수도 있었다.
(McAlpin 1979, 156쪽)에 따르면, "19세기 기근은 농민들이 식량 공급이 바닥난 후 목적 없이 떠돌아다니는 경향이 있었다." 이러한 이주는 이미 영양실조에 걸린 개인들 사이에서 추가적인 소모를 야기했으며, 새로운 지역은 그들을 익숙하지 않은 질병 병원체에 노출시켰기 때문에 동반되는 사망률이 높았다. 그러나 20세기에는 이러한 일시적 이주가 특히 가뭄에 취약한 지역(봄베이 관구)에서 더욱 의도적으로 변했다. 관구 전역에서 일자리가 더 많이 생기고 지방 정부가 제공하는 기근 구호 시스템이 더 잘 조직되면서 피해 마을의 대부분의 남성들은 자신의 미미한 수확물이 수확되자마자 다른 곳으로 이주할 수 있었다. 맥캘핀은 또한 다음과 같이 언급했다.
일부 흉작 연도에는 마을에 여성과 어린이, 노인들만 살았다고 보고됩니다. 남겨진 사람들은 가축을 돌보고 짧은 수확으로 살아가며, 필요하다면 정부가 곡물 판매나 무상 구호 등 구호를 제공할 것이라고 예상할 수 있었습니다. 다음 농업 시즌이 시작되면 남자들은 외부 고용에서 얻은 수입을 가지고 마을로 돌아와 농업 활동을 재개하는 데 사용할 수 있었습니다. 대부분의 경우, 가축도 여성과 어린이의 행동을 통해 보존되었을 것입니다.

## 사망자 수

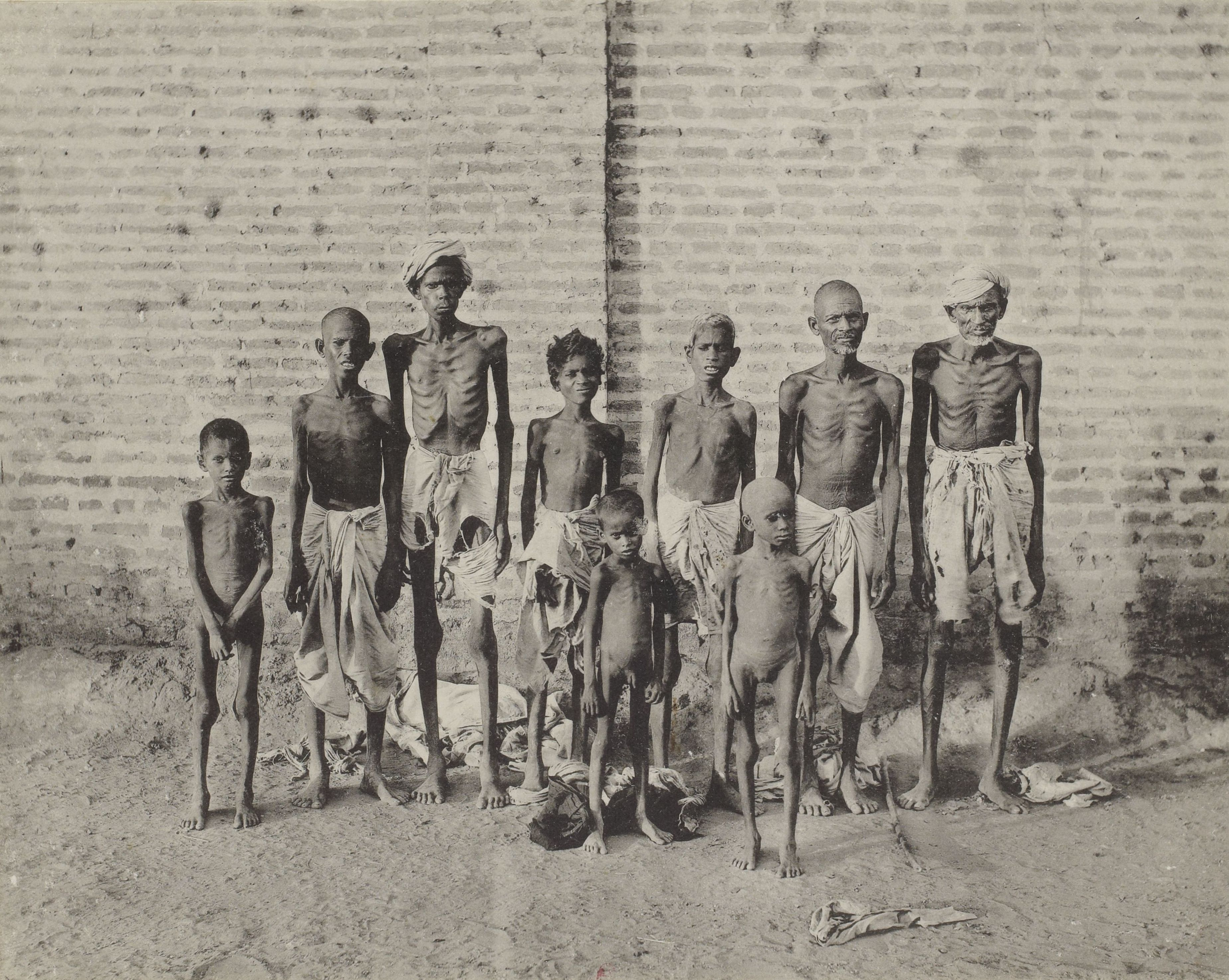
인도 기근으로 고통받는 남성과 아이들.

기근 중 초과 사망률 추정치는 크게 다르다. 역사학자 데이비드 필드하우스에 따르면, 1899-1900년 기근 동안 100만 명 이상이 사망했을 수 있다. 그러나 인류학자 브라이언 페이건에 따르면, "대기근으로 얼마나 많은 사람이 죽었는지 정확히 아는 사람은 없지만, 450만 명에 달할 수도 있다." 1860-1920년 기간 동안 봄베이 관구의 기근을 연구한 남아시아 연구가 미셸 맥캘핀은 1899-1900년 기근이 1876-77년과 1918-19년 사이의 모든 기근 및 식량 부족 사태 중에서 가장 높은 사망률(1000명당 37.9명)을 기록했다고 추정했다. 인류학자 다니엘 W. 애트우드는 데칸고원에서 166,000명이 사망한 것으로 추정되며, 관구 전체에서는 총 462,000명이 사망했다고 주장한다. 역사학자 로널드 E. 시보이는 농경 사회의 기근에 대한 1986년 연구에서 이 기근의 사망자 수를 320만 명으로 추정했으며, 역사학자 아룹 마하라트나는 인도 기근 인구 통계에 대한 역사적 회고록에서 사망자 수를 300만 명에서 440만 명 사이로 추정한다. 고고학자 다니엘 T. 체임벌린은 마하라트나를 인용하며 베라르주의 1900년 전체 사망률이 기준율보다 150% 더 높았다고 지적하고, 또한 마하라트나를 인용하여 기근의 영향이 1900년의 조사망률(약 9%)의 급격한 증가, 1901년의 조사망률(3%까지 감소)의 급격한 하락, 그리고 1902년의 출생률의 "보상적" 증가(약 5.5%까지)에서 볼 수 있다고 지적한다. 공중 보건 의사 마크 E. 카임은 1900년 인도의 사망자 수를 125만 명으로 보며, 그 해 인도의 가뭄을 20세기 사망률 기준 다섯 번째로 최악의 가뭄으로 간주한다. 환경 및 개발 학자 아룬 아그라왈은 1898년과 1899년의 더 자유로운 정부 구호 덕분에 사망자 수가 1896-97년 기근(그는 사망자 수를 거의 500만 명으로 본다)보다 "훨씬 적었다"고 주장한다. 그러나 인류학자 페이건은 1899-1900년 기근을 기록상 최악의 기근으로 간주하며, 비록 총독 커즌 경이 "인도주의적 지원을 위한 대중의 호소를 이끌었지만, ... 그의 정부의 이니셔티브는 ... 극히 부적절했다"고 시사한다.
다른 추정치는 논픽션 생태학 저자 마이클 알라비가 1899-1900년 기근으로 125만 명이 아사하고 200만 명이 질병으로 사망했다고 주장한 것과 역사학자 마틴 길버트가 그의 『영국 역사 루틀리지 지도책』에서 인도 북부의 이 기근으로 인한 사망자 수를 200만 명으로 추정한 것이다. 동시대의 기록 중 하나로, 1901년 란셋에 발표된 추정치에 따르면 1891년에서 1901년까지 10년 동안 인도에서 "아사 또는 이로 인해 발생하는 질병"으로 인한 초과 사망자 수는 1,900만 명이었다. 이 마지막 추정치는 학자 마이크 데이비스에 의해 인용되었으며, 그는 란셋을 포함한 여러 출처를 추가로 해석하여 1876년에서 1902년 사이에 인도에서 발생한 전체 기근 사망자 수를 1,220만 명에서 2,930만 명 사이로 추정한다. 그러나 역사학자 바산트 카이와르는 동일한 출처 중 다수를 해석하지만 란셋은 제외하고, 1876년에서 1900년 기간 동안의 기근 사망자 수를 1,120만 명에서 1,930만 명 사이로 추정한다. 빈곤 및 개발 학자 단 바니크에 따르면, 기근 이후 1880년대의 인도 기근법이 부적절하다고 느껴졌으며, 기근 이후 임명된 새로운 기근 위원회는 1901년에 개정된 기근법을 발표했다. 이 법은 20세기 여러 수십 년 동안 어떤 형태로든 사용되었다.
영국 정부의 인도 사무국에서 발행한 1907년 『인도 제국 통계집』에 따르면, 전체적으로 영국령 지역에서만 약 100만 명이 아사 또는 동반 질병으로 사망했으며, 또한 심각한 사료 부족으로 수백만 마리의 가축이 기근으로 폐사했다. 가축의 황폐화는 지역 공식 추정치에 더 구체적으로 기록되었다. 경제사학자 닐 찰스워스에 따르면, 서인도에서 1899-1900년 기근 동안 가축 사망자는 200만 명에 달했다. 서인도의 일부 지역에서는 단단한 땅을 쟁기질하고 써레질하는 데 일반적으로 8~10마리의 황소가 필요했기 때문에, 경작 능력과 농업 소득은 그 후 여러 해 동안 급격히 감소했다. 결과적으로 1876-78년 대기근 이후와 달리, 1899-1900년 기근 이후 인간과 가축 모두의 개체수는 빠르게 회복되지 못했다. 찰스워스의 설명에 따르면, "예를 들어 아마다바드의 돌카 탈루카 인구는 1911년에 19세기 중반 이후 어떤 이전 인구 조사보다 낮았으며, 관구 반대편의 벨가움 탈루카 인구는 1911년에 1891년보다 8,000명 이상 낮았다. 그러나 이러한 감소는 데칸의 가장 큰 피해 지역에서 농업 가축 수의 큰 감소로 인해 일반적으로 상응하거나 심지어 초과했다. ... 이것이 경작에 미치는 결과는 심각했을 수 있다."

## 기념비
구자라트주 프란티지의 I P 선교회 교회 경내에는 기근으로 사망한 어린이 300명이 묻힌 우물을 언급하는 기념 명판이 세워져 있다. 명판에는 "아이들은 다시는 배고프지 않을 것이다"라고 적혀 있다.

## 대중문화
판나라 파텔의 구자라트어 소설 『만비니 바바이』(1947년)는 비크람 삼밧 1956년 기근(지역적으로 차파니요 두칼로 알려진) 시기를 배경으로 한다. 이 소설은 1993년 구자라트 영화로 각색되었다.

## 같이 보기
- 1896-1897년 인도 기근
- 인도의 기근
- 영국 통치 기간 중 인도의 주요 기근 연표
- 회사령 인도
- 인도의 기근
- 인도의 가뭄

### 내용주
1. ↑  "19세기 후반 인도에서는 기아뿐만 아니라 전염병을 야기하는 재앙적인 흉작이 연이어 발생했습니다. 대부분은 지역적이었지만, 사망자 수는 엄청날 수 있었습니다. 따라서 사망률이 알려진 최악의 기근 중 일부만 살펴보면, 1837-38년 북서부 주, 펀자브, 라자스탄에서 약 80만 명이 사망했습니다. 1860-61년 같은 지역에서 약 200만 명; 1866-67년 다른 지역에서 거의 100만 명; 1876-78년 넓게 퍼진 지역에서 430만 명; 1877-78년 북서부 주와 카슈미르에서 추가로 120만 명; 그리고 무엇보다 최악은 1896-97년 인도 인구의 상당 부분에 영향을 미친 기근으로 500만 명 이상이 사망했습니다. 1899-1900년에는 100만 명 이상이 사망한 것으로 추정되며, 불과 2년 전의 기근으로 인한 식량 부족 때문에 상황은 더 나빴습니다. 그 후 기근으로 인한 주요 인명 손실은 예외적인 전시 상황이었던 1943년뿐이었습니다.(p. 132)"[6]

### 인용
1. 1 2 3  Imperial Gazetteer of India vol. III 1907, 491쪽
2. 1 2 3 4 5  Imperial Gazetteer of India vol. III 1907, 492쪽
3. ↑  Drèze 1995, 75쪽
4. 1 2  Attwood 2005, 2072쪽
5. 1 2  McAlpin 1979, 146쪽
6. 1 2  Fieldhouse 1996, 132쪽.
7. 1 2  Fagan 2009, 13쪽.
8. 1 2 3 4 5  Dyson 1991a, 15쪽
9. 1 2 3  Dyson 1991a, 17쪽
10. 1 2 3  Bouma & van der Kay 1996, 90쪽
11. 1 2 3  Bouma & van der Kay 1996, 93쪽
12. ↑  Christophers, R. (1911) "Malaria in the Punjab" in Scientific memoirs by officers of the medical and sanitary departments. Government of India, Superintendent Government Printing, Calcutta., quoted in Bouma & van der Kay 1996, 93쪽
13. ↑  Report on the Famine in the Central Provinces in 1899–1900, volume 1, Nagpur (1901)., quoted in Dyson 1991a, 16쪽
14. 1 2  Dyson 1991a, 16쪽
15. ↑  Report on the Famine in the Bombay Presidency, 1899–1902, volume 1, Bombay (1903)., quoted in Dyson 1991a, 17쪽
16. ↑  C.A.H. Townsend, Final repor of thirds revised revenue settlement of Hisar district from 1905–1910, Gazetteer of Department of Revenue and Disaster Management, Haryana, point 22, page 11.
17. 1 2 3  Hardiman 1996, 125쪽
18. 1 2 3 4 5  Hardiman 1996, 126쪽
19. 1 2 3 4 5 6  Hardiman 1996, 133–134쪽
20. ↑  Quoted in Hardiman 1996, 133쪽
21. 1 2 3  Hardiman 1996, 145–146쪽
22. 1 2  McAlpin 1979, 157쪽
23. 1 2 3 4 5 6  McAlpin 1979, 153–155쪽
24. ↑  George Findlay Shirras (1924) Report on an Enquiry into Agricultural Wages in the Bombay Presidency, Government of Bombay, Labour Office, pp. 64–66.  quoted in McAlpin 1979, 156쪽
25. 1 2 3 4 5 6  McAlpin 1979, 156쪽
26. ↑  Fieldhouse 1996, 132쪽
27. ↑  Seavoy 1986, 242쪽.
28. 1 2 3  Kaiwar 2016, 100쪽.
29. ↑  Maharatna 1996, 15쪽.
30. ↑  Chamberlain 2006, 72쪽.
31. ↑  Chamberlain 2006, 72–73쪽.
32. ↑  Keim 2015, 42쪽.
33. ↑  Agrawal 2013, 415쪽.
34. ↑  Fagan 2009, 12쪽.
35. ↑  Allaby 2005, 21쪽.
36. ↑  Gilbert 2003, 89쪽.
37. ↑  The effect of famines on the population of India, The Lancet, Vol. 157, No. 4059, 15 June 1901, pp. 1713–1714;Davis 2001, 7쪽; Sven Beckert (2015). 《Empire of Cotton: A Global History》. Random House Incorporated. 337쪽. ISBN 978-0-375-71396-5.
38. ↑  Davis 2001, 7쪽.
39. ↑  Banik 2007, 56쪽.
40. ↑  Banik 2007, 56–57쪽.
41. ↑  Banik 2007, 57쪽.
42. ↑  Charlesworth 2002, 158쪽.
43. ↑  Charlesworth 2002, 156–157쪽.
44. ↑  Charlesworth & 2스002, 156쪽.
45. ↑  Charlesworth 2002, 156쪽.
46. ↑  પ્રાંતિજ ખાતે છપ્પનીયા દુષ્કાળની યાદ તાજી કરાવતુ સ્મારક [A memorial in Prantij remembering the famine of Samvat fifty-six] (구자라트어). Div야 바스카르. 2017년 2월 25일. 2021년 5월 28일에 확인함.
47. ↑  Yôsepha Mekavāna; Rita Kothari (2004). 《The Stepchild》. Oxford University Press. ISBN 978-0-19-566624-3.
48. ↑  Nalini Natarajan; Emmanuel Sampath Nelson (1996). 《Handbook of Twentieth-century Literatures of India》. London: Greenwood Publishing Group. 117쪽. ISBN 978-0-313-28778-7.

### 참고 문헌
- Allaby, Michael (2005), 《India》, Evans Brothers, ISBN 978-0-237-52755-6
- Agrawal, Arun (2013), 〈Food Security and Sociopolitical Stability in South Asia〉,   Christopher B. Barret, 《Food Security and Sociopolitical Stability》, Oxford: Oxford University Press, 406–427쪽, ISBN 978-0-19-166870-8
- Attwood, Donald W. (2005), “Big Is Ugly? How Large-scale Institutions Prevent Famines in Western India”, 《World Development》 33 (12): 2067–2083, doi:10.1016/j.worlddev.2005.07.009
- Banik, Dan (2007), 《Starvation and India's Democracy》, Routledge, ISBN 978-1-134-13416-8
- Bouma, Menno J.; van der Kay, Hugo J. (1996), “The El Niño Southern Oscillation and the historic malaria epidemics on the Indian subcontinent and Sri Lanka: an early warning system for future epidemics”, 《Tropical Medicine and International Health》 1 (1): 86–96, doi:10.1046/j.1365-3156.1996.d01-7.x
- Chamberlain, Andrew T. (2006), 《Demography in Archaeology》, Cambridge University Press, ISBN 978-1-139-45534-3
- Charlesworth, Neil (2002), 《Peasants and Imperial Rule: Agriculture and Agrarian Society in the Bombay Presidency 1850-1935》, Cambridge University Press, ISBN 978-0-521-52640-1
- Davis, Mike (2001), 《Late Victorian Holocausts》, Verso Books. Pp. 400, ISBN 978-1-85984-739-8
- Drèze, Jean (1995), 〈Famine prevention in India〉,   Drèze, Jean; Sen, Amartya; Hussain, Althar, 《The political economy of hunger: Selected essays》, Oxford: Clarendon Press. Pp. 644, ISBN 0-19-828883-2
- Dyson, Tim (1991a), “On the Demography of South Asian Famines: Part I”, 《Population Studies》 45 (1): 5–25, doi:10.1080/0032472031000145056, JSTOR 2174991
- Fagan, Brian (2009), 《Floods, Famines, and Emperors: El Nino and the Fate of Civilizations》, Basic Books. Pp. 368, ISBN 978-0-465-00530-7
- Fieldhouse, David (1996), 〈For Richer, for Poorer?〉,   Marshall, P. J., 《The Cambridge Illustrated History of the British Empire》, Cambridge: Cambridge University Press. Pp. 400, 108–146쪽, ISBN 0-521-00254-0
- Gilbert, Martin (2003), 《The Routledge Atlas of British History》, Routledge, ISBN 978-0-415-28147-8
- Hardiman, David (1996), “Usuary, Dearth and Famine in Western India”, 《Past and Present》 (152): 113–156, doi:10.1093/past/152.1.113
- Imperial Gazetteer of India vol. III (1907), 《The Indian Empire, Economic (Chapter X: Famine, pp. 475–502》, Published under the authority of His Majesty's Secretary of State for India in Council, Oxford at the Clarendon Press. Pp. xxx, 1 map, 552.
- Kaiwar, Vasant (2016), 〈Famines of structural adjustment in colonial India〉,   Kaminsky, Arnold P; Long, Roger D, 《Nationalism and Imperialism in South and Southeast Asia: Essays Presented to Damodar R.SarDesai》, Taylor & Francis, ISBN 978-1-351-99742-3
- Keim, Mark E. (2015), 〈Extreme Weather Events: The Role of Public Health in Disaster Risk Reduction as a Means for Climate Change Adaptation〉,   George Luber; Jay Lemery, 《Global Climate Change and Human Health: From Science to Practice》, Wiley, 42쪽, ISBN 978-1-118-60358-1
- McAlpin, Michelle B. (1983), “Famines, Epidemics, and Population Growth: The Case of India”, 《Journal of Interdisciplinary History》 14 (2): 351–366, doi:10.2307/203709, JSTOR 203709
- Maharatna, Arup (1996), 《The demography of famines: an Indian historical perspective》, Oxford and New York: Oxford University Press, ISBN 978-0-19-563711-3
- Seavoy, Ronald E. (1986), 《Famine in Peasant Societies》, London: Greenwood Press, ISBN 978-0-313-25130-6

### 추가 문헌
- Ambirajan, S. (1976), “Malthusian Population Theory and Indian Famine Policy in the Nineteenth Century”, 《Population Studies》 30 (1): 5–14, doi:10.2307/2173660, JSTOR 2173660, PMID 11630514
- Arnold, David; Moore, R. I. (1991), 《Famine: Social Crisis and Historical Change (New Perspectives on the Past)》, Wiley-Blackwell. Pp. 164, ISBN 0-631-15119-2
- Baker, David (1991), “State policy, the market economy, and tribal decline: The Central Provinces, 1861–1920”, 《Indian Economic and Social History Review》 28 (4): 341–370, doi:10.1177/001946469102800401
- Bhatia, B. M. (1991), 《Famines in India: A Study in Some Aspects of the Economic History of India With Special Reference to Food Problem, 1860–1990》, Stosius Inc/Advent Books Division. Pp. 383, ISBN 81-220-0211-0
- Dutt, Romesh Chunder (2005) [1900], 《Open Letters to Lord Curzon on Famines and Land Assessments in India》, London: Kegan Paul, Trench, Trubner & Co. Ltd (reprinted by Adamant Media Corporation), ISBN 1-4021-5115-2
- Dyson, Tim (1991b), “On the Demography of South Asian Famines: Part II”, 《Population Studies》 45 (2): 279–297, doi:10.1080/0032472031000145446, JSTOR 2174784, PMID 11622922
- Ghose, Ajit Kumar (1982), “Food Supply and Starvation: A Study of Famines with Reference to the Indian Subcontinent”, 《Oxford Economic Papers》, New Series 34 (2): 368–389, doi:10.1093/oxfordjournals.oep.a041557
- Hall-Matthews, David (2008), “Inaccurate Conceptions: Disputed Measures of Nutritional Needs and Famine Deaths in Colonial India”, 《Modern Asian Studies》 42 (1): 1–24, doi:10.1017/S0026749X07002892
- Hill, Christopher V. (1991), “Philosophy and Reality in Riparian South Asia: British Famine Policy and Migration in Colonial North India”, 《Modern Asian Studies》 25 (2): 263–279, doi:10.1017/s0026749x00010672
- Klein, Ira (1973), “Death in India, 1871-1921”, 《The Journal of Asian Studies》 32 (4): 639–659, doi:10.2307/2052814, JSTOR 2052814
- Klein, Ira (1984), “When the rains failed: famines, relief, and mortality in British India”, 《Indian Economic and Social History Review》 21 (2): 185–214, doi:10.1177/001946468402100203, PMID 11617176
- McAlpin, Michelle B. (1979), “Dearth, Famine, and Risk: The Changing Impact of Crop Failures in Western India, 1870–1920”, 《The Journal of Economic History》 39 (1): 143–157, doi:10.1017/S0022050700096352, JSTOR 2118916
- Roy, Tirthankar (2006), 《The Economic History of India, 1857–1947, 2nd edition》, New Delhi: Oxford University Press. Pp. xvi, 385, ISBN 0-19-568430-3
- Sen, A. K. (1982), 《Poverty and Famines: An Essay on Entitlement and Deprivation》, Oxford: Clarendon Press. Pp. ix, 257, ISBN 0-19-828463-2
- Tomlinson, B. R. (1993), 《The Economy of Modern India, 1860-1970 (The New Cambridge History of India, III.3)》, Cambridge and London: Cambridge University Press., ISBN 0-521-58939-8
- Washbrook, David (1994), “The Commercialization of Agriculture in Colonial India: Production, Subsistence and Reproduction in the 'Dry South', c. 1870–1930”, 《Modern Asian Studies》 28 (1): 129–164, doi:10.1017/s0026749x00011720, JSTOR 312924